# Tolkmicko (przystanek kolejowy)
Tolkmicko – nieczynny przystanek kolejowy (do 2005 stacja kolejowa) w Tolkmicku, w województwie warmińsko-mazurskim, w Polsce, położony na linii kolejowej nr 254 – dawnej Kolei Nadzalewowej, łączącej posterunek Tropy ze stacją Braniewo.

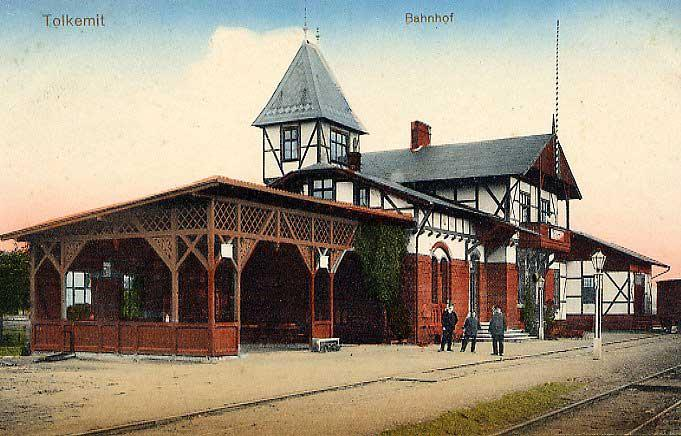
Stacja Tolkmicko, ok. 1900

## Historia
W roku 1897 rozpoczęto budowę Kolei Nadzalewowej (niem. Haffuferbahn – HUB) – linii kolejowej, która w zamyśle niemieckich projektantów miała połączyć Elbląg z Królewcem. W maju 1899 roku ukończono budowę odcinka z Elbląga do Fromborka, a we wrześniu oddano do użytku odcinek łączący Frombork z Braniewem. Secesyjny budynek dworca powstał w 1901 roku.
Regularny ruch pociągów osobowych na trasie został zawieszony 1 kwietnia 2006 roku. Od tego czasu kursowały tu tylko pociągi specjalne i towarowe. Jeszcze w latach 2010 i 2011 wznowiono, staraniem Pomorskiego Towarzystwa Miłośników Kolei Żelaznych, na czas wakacji, w soboty i niedziele kursy z Grudziądza i Elbląga do Braniewa, zatrzymujące się na tej stacji. Ostatni pociąg pasażerski zatrzymał się na stacji 7 lipca 2013 roku.